# 제3제국
제3제국(독일어: Drittes Reich 드리테스 라이히[*], ‘제3국’)은 기독교 신학에서 미래의 이상 국가를 의미하는 개념으로 사용되었고, 제1제국 신성 로마 제국, 제2제국 독일 제국에 이어서 나치 독일을 제3제국이라고 칭한다.
드리테스 라이히에서 라이히는 나라, 제국(Kaiserreich), 왕국(Königreich), 영토의 뜻이지만 독일어에서는 기독교의 예배와 종교적 색채가 강한 단어로, 이 단어는 성서 가운데서나 일상의 기도에서 '당신의 나라가 임하옵기를'(Dein Reiche komme)이라 표현된다. 기독교적 용어를 독일의 반자유주의적 ‘보수혁명’의 사상적 기초를 제공한 문화사가이자 작가인 아르투르 묄러 판 덴 브루크(Arthur Moeller van den Bruck)가 정치적인 것으로 변질시켜 만든 용어이다.)

## 독일의 제3제국
보수 혁명의 사상가 아르투르 묄러 판 덴 브루크(Arthur Moeller van den Bruck)는 1923년에 저술한 《제3제국론》에서 신성 로마 제국과 독일 제국의 정통성을 계승하는 제3의 제국의 창설을 주창했다.
제3제국은 나치당의 용어로 사용되었는데 나치당의 기관지 푈키셔 베오바흐터는 전권위임법이 통과된 다음 날 "독일은 눈을 떴다. 위대한 일이 시작됐다. 제3제국의 날이 온 것이다."라고 썼다.

## 독일 이외의 제3제국
헨리크 입센은 1873년 희곡 《황제와 갈릴리인（영어판)》에서 중세 기독교 문명을 "영혼의 제국", 고대 그리스사상 문명을 "고기의 제국"이라며 이 두가지를 가진 이상 국가를 "제3제국"이라고 말했다.